# Isolotti grossetani dell'Arcipelago Toscano
Isolotti grossetani dell'Arcipelago Toscano este o arie protejată (arie de protecție specială avifaunistică — SPA) din Italia întinsă pe o suprafață de 11 ha, integral pe uscat.

## Localizare
Centrul sitului Isolotti grossetani dell'Arcipelago Toscano este situat la coordonatele 42°22′51″N 11°12′42″E / 42.380857°N 11.211572°E.

## Înființare
Situl Isolotti grossetani dell'Arcipelago Toscano a fost declarat arie de protecție specială avifaunistică în ianuarie 2003 pentru a proteja 13 specii de animale.

## Biodiversitate
Situată în ecoregiunea mediteraneană, aria protejată conține 2 habitate naturale: Tufărișuri termo-mediteraneene și de pre-deșert, Faleze cu vegetație de Limonium spp. endemic de pe coastele mediteraneene.
La baza desemnării sitului se află mai multe specii protejate:
- păsări (12): pescăruș albastru (Alcedo atthis), Apus pallidus, Calonectris diomedea, șoim călător (Falco peregrinus), Larus audouinii, pescăruș-cu-cap-negru (Larus melanocephalus), Phalacrocorax aristotelis desmarestii, Phalacrocorax carbo sinensis, Puffinus yelkouan, silvie de tufiș (Sylvia undata), Tachymarptis melba, chiră de mare (Thalasseus sandvicensis)
- reptile (1): Euleptes europaea

Pe lângă speciile protejate, pe teritoriul sitului au mai fost identificate 6 specii de plante, 2 specii de păsări, 2 specii de mamifere, 1 specie de reptile.